# Concejo Regional Aravá Central
Aravá Central (en hebreo: הערבה התיכונה‎) es un concejo regional ubicado en el distrito Sur de Israel. Su territorio está abarcado por el valle de Aravá y el desierto del Néguev, limitando al norte con el concejo regional de Tamar, al este con Jordania, al oeste con el concejo regional de Ramat Néguev y al sur con el concejo regional de Hevel Eilot.

## Lista de asentamientos
El concejo regional de Aravá Central abarca ocho asentamientos, todas ubicadas  junto a la Autopista 90, la carretera norte-sur más larga de Israel. Desde el punto de vista organizativo, está formado por tres asentamientos comunitarios y cinco moshav:

### Asentamientos comunitarios
- Ir Ovot
- Sapir
- Tsukim

### Moshav
- Ein Yahav
- Hatzevá
- Idán
- Parán
- Tsofar

## Hermanamientos
Aravá Central está hermanada con las siguientes ciudades:
- Melbourne, Australia.